# ازدواج در میان بختیاری‌ها
ازدواج در میان لر،طوایف ایل بختیاری و بویراحمدی به شکل‌های مختلفی وجود داشته‌است. در بین بختیاری‌ها پدر برای فرزندان خود همسر انتخاب می‌کرد، پسر همیشه گفتهٔ پدر را اطاعت می‌کرد و دختر با کسی ازدواج می‌کرد که پدر می‌پسندید و ازدواج او بدون توافق پدر امکان نداشت. گرچه پسران در بیشتر موارد و دختران درهمهٔ موارد، نقشی در انتخاب همسر نداشتند ولی به دلیل نفوذ و تسلط آداب و رسوم بر رفتارهای آنان، به ندرت طلاق یا جدایی اتفاق می‌افتاد. البته در حال حاضر این رسومات کم شده است.

## ازدواج فامیلی
بختیاری‌ها و بویراحمدی ها به ازدواج فامیلی به علت مزیتهایی که داشت، بیشتر از سایر ازدواجها اقبال نشان داده‌اند. جوانان بختیاری خود را ملزم به ازدواج با دختران فامیل می‌دانستند و کمتر کسی به فکر انتخاب زن از طوایف دیگر بود، زیرا این عمل توهین به فامیل و وابستگان به حساب می‌آمد. بختیاری‌ها از همان ابتدا ازدواج فامیلی را ترجیح می‌دادند و دربارهٔ ازدواج با غریبه این ضرب‌المثل را به کار می‌بردند: شی غَریوی سخته. یعنی ازدواج با غریبه سخت است .

## ازدواج ناف برون
در میان مردم ایل بختیاری و بویراحمدی ها رسم بوده‌است که هر گاه دختر و پسری در زمانی نزدیک به هم متولد می‌شدند، اولیای این اطفال در همان زمان تولد، بند ناف نوزاد دختر را به نام پسری که او نیز تازه به دنیا آمده یا کمی از او بزرگتر بود می‌بریدند. پسر و دختر بعدها که بزرگ می‌شدند باید با هم ازدواج می‌کردند.

## ازدواج خون بس
همانند دیگر طوایف و اقوام در بین بختیاری‌ها و بویراحمدی ها نیز درگیریهایی رخ می‌داد که گاهی بسیار شدید بوده و منجر به کشته شدن افرادی نیز می‌گردید. این کشته شدن سبب کینهٔ بیشتر شده و خانوادهٔ مقتول برای انتقام گرفتن اقدام به قتل یکی از نزدیکان قاتل کرده و این قضیه برای مدت طولانی ادامه می‌یافت. برای جلوگیری از تداوم این کار، بزرگان طوایف دیگر جمع شده و سران دو طایفه‌ای را که اختلاف داشتند با هم آشتی می‌دادند. برای تحکیم حالت صلح، معمولاً دختر فرد قاتل یا یکی از بستگان نزدیک او را به عقد پسر مقتول در می‌آوردند تا قایله فیصله یابد. به این جهت به این نوع ازدواج خون بس می‌گفتند. این دختر در زندگی خود همیشه مورد آزار خانوادهٔ شوهرش قرار داشت و از کمترین حقوق معمول نیز، بی بهره بود. پس از پذیرش خون بس از جانب طرفین، نامه‌ای هم نوشته می‌شد که دو طرف آن را تأیید می‌کردند.

## ازدواج گا به گا
گاهی اوقات دو پسر از دو خانواده با خواهر یکدیگر ازدواج می‌کردند. به اینگونه ازدواجها، گا به گا می‌گفتند که مشکلات کمتری داشت و کمتر اتفاق می‌افتاد که بین چنین خانواده‌هایی بر خورد جدی روی دهد. این ازدواج درحقیقت نوعی دادوستد به حساب می‌آمد زیرا، از بار سنگین شیر بها و برخی از مخارج که عامل آن چیزی جز سختگیری خانوادهٔ عروس نبود کاسته می‌شد.

### وجه تسمیه
گا در زبان بختیاری و بویراحمدی به معنی گاو است. برخی معتفدند چون پدر دختر به عنوان جهیزیه معولا یک ماده گاو به دخترش می‌داد، در ازدواج گا به گا در مقابل گاوی که به دخترش داده بود، یک راس گاو به عروسش داده می‌شد.

## ازدواج هُم بهری
گاهی شخصی از دوران کودکی یا نو جوانی نزد خانواده‌ای مشغول کار می‌شد و صاحبخانه او را به عنوان شریک یا هم بهر قبول کرده و او را مانند فرزندانش در تمام اموال خود شریک می‌دانست. چنانچه شخص مورد نظر از دختر صاحبخانه خواستگاری می‌کرد، وی نیزبدون گرفتن شیربها و مهریه دختر خود را به عقد او در می‌آورد . در این نوع ازدواج فرد در اصل داماد سرخانه می‌شد.

## ازدواج‌های مصلحتی
هدف از این ازدواجها نزدیک شدن اقراد طبقات پایینتر قدرت ایل مانند کلانتران، به خوانین بوده‌است. در اینگونه موارد کلانترها دختری از خوانین را برای خود یا پسرشان خواستگاری می‌کردند. خوانین هم برای تحکیم پایه‌های قدرت خود به این نوع ازدواجها رضایت می‌دادند. گاهی هم خوانین برای تحکیم وضعیت خود، دختری از کلانترها یا بزرگان طوایف را به عقد خود یا پسرشان درمی آوردند.